# 千川上水
千川上水（せんかわじょうすい）は、玉川上水を水源とし、境橋（現在の東京都西東京市新町と武蔵野市桜堤との境界付近）から江戸城の城北地域へ流れた総延長約22kmの用水路（上水）であり、江戸の六上水のひとつであった。
現在は使用されておらず、大部分が暗渠化されているが、東京都の清流復活事業により一部区間には高度処理下水を流し、水辺が復活している。

## 概要

### 地理
玉川上水の流路上、東京都西東京市新町と武蔵野市桜堤との境界付近にある境橋（旧武蔵国多摩郡上保谷村地先）に分水口があり、ここから豊島区西巣鴨まで、武蔵野台地上をほぼ東西に流れる。分水口付近の海抜は約64m、巣鴨付近は約23mであるから、落差は約41mとなる。なお、流路は台地上で、神田川（支流の善福寺川、妙正寺川等を含む）と石神井川との分水界をほぼ成している。
現在、練馬区・武蔵野市への移管分2.1kmを除いた部分（13.8km）を、東京都第四建設事務所が管理している。

### 流路
練馬区が平成15年に千川上水の現況を調査している。

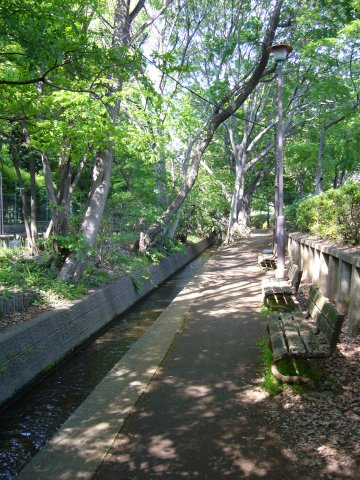
西東京市と武蔵野市の境界

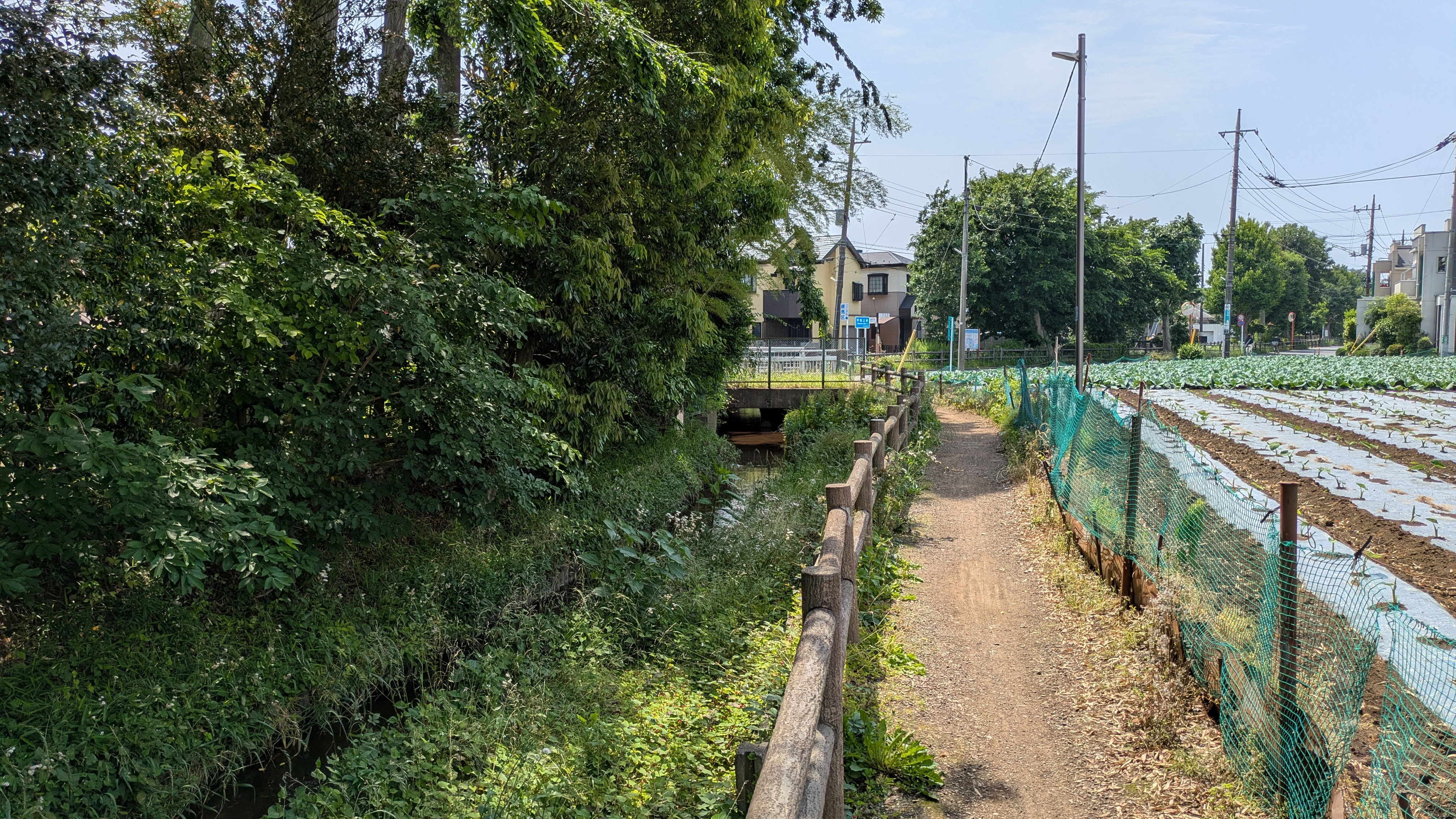
千川上水未舗装側道が存在（練馬区関町南）

分水口から、武蔵野市、西東京市、武蔵野市、練馬区のそれぞれ境界に沿って流路は北東へ形成される。東京都道7号杉並あきる野線(五日市街道)に沿う区間は、車道と独立した形で遊歩道も整備され、魚も泳ぐ自然味豊かな親水エリアとなっている。途中東京都道253号保谷狭山自然公園自転車道線起点が存在し水道道路が交差する形となるが、千川上水自体の開渠は分断はされていない。
やがて青梅街道付近で進路を東に変え、流路は青梅街道と並行する形となる。この区間では生活道路が隣接するが、遊歩道は併設されず、2025年現在でも農地が隣接した未舗装道路が併設されている区間もある。
流路は練馬区の青梅街道の関町一丁目交差点に達し一旦開渠区間が終わる。青梅街道を横断した後は流路部に遊歩道が存在する物の暗渠となり、流水も善福寺川へスイッチされ以降は水面を見ない。
「千川通り」(東京都道439号椎名町上石神井線)と沿って流れ、西武新宿線上石神井駅～上井草駅間の鉄橋前後の20～30ｍで開渠となる
部分を除き、上水路が地上に出ることは無くなる。

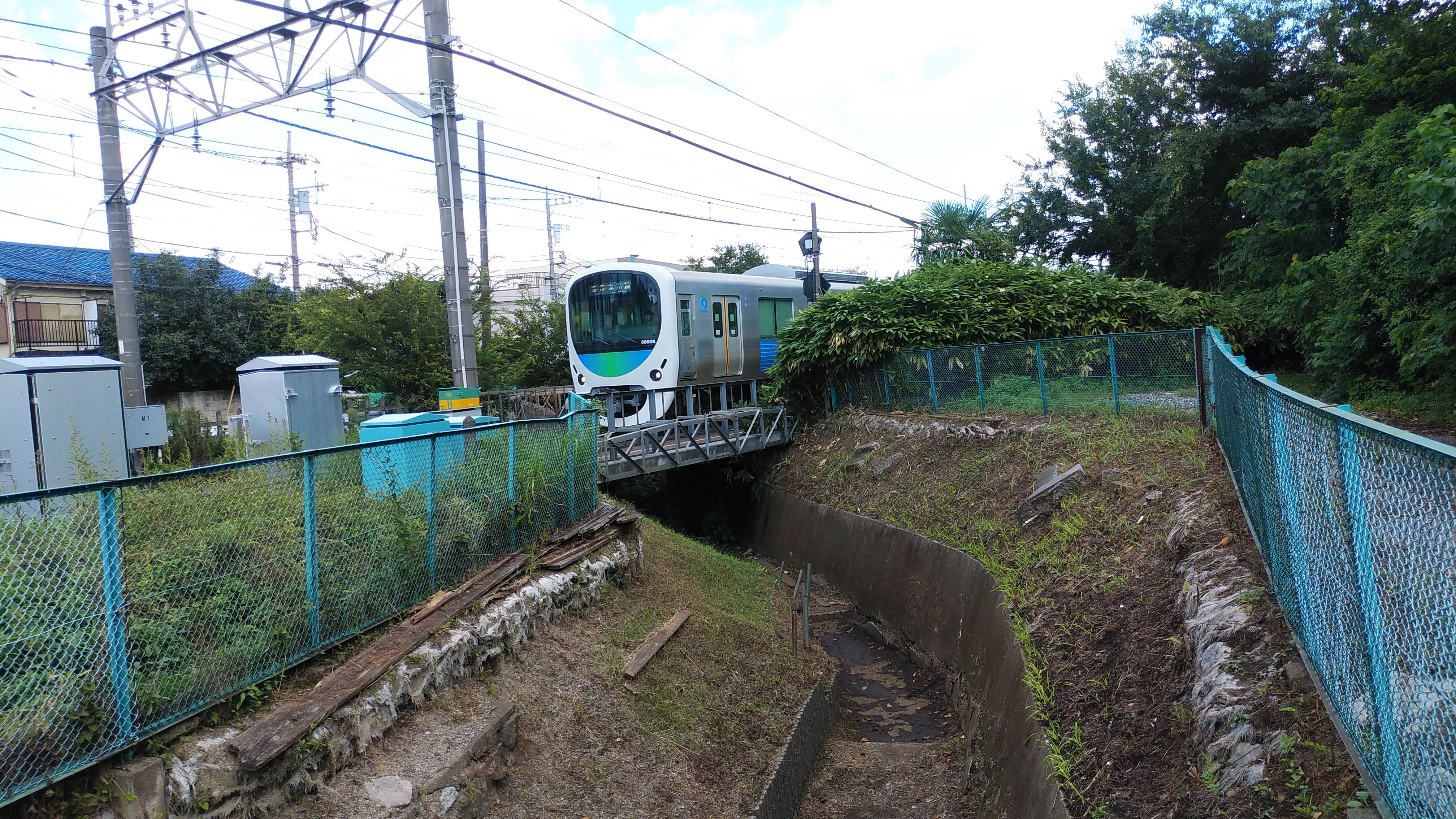
西武新宿線の上井草〜上石神井間。街区は練馬区下石神井となる。

千川通りの進路は、ほぼ練馬区と杉並区との境界沿いとなる。北東への進路は途中から西武池袋線の南側に沿う形で東へ進路を取り富士見台駅から江古田駅付近を流れていた。この間にある中村橋駅の駅名はこの上水に架かった橋の名に由来する。
豊島区に入り、南長崎でほぼ直角に曲がって北東に流れを変える。千川駅、大山駅、板橋区役所前駅付近を経由し、ほぼ中山道沿いに板橋駅を経由して東へとすすみ、かつての旧千川上水浄水場跡である千川上水公園で終点となる。同公園には本駒込の六義園への地下貯水槽が現在もあるが、都営三田線巣鴨駅をつくる際に道路の開削に伴い、導水できない状態となっている。なお、現在でも一部途切れている箇所はあるものの、そのまま存置されている。ただし、敷設してから時間が経過しているため管が錆びるなど老朽化しており、現在、使用できる状況にはないとしている。
開渠部の全区間において、清流復活事業による流水（下水高度処理水。計画水量は10,000m3/日）が見られる。この水は暗渠のはじまる伊勢橋地点にて回収され、善福寺川へと送水されて、同川の渇水対策に役立てられている。その先の暗渠部について、事業開始当初は計画水量の30%が流されていたが、設備破損により板橋区内で全量が漏水していることが報告され、これと前後して流水が止められている。

### 暗渠部分の現況
清流復活事業によって流水が復活したことで、現在暗渠となっている練馬区、豊島区などで千川上水の復活を求める声が一部住民から上がっている。これに対する区の返答は現在、以下のとおりである。

#### 練馬区
千川上水緑道（上石神井1丁目）付近では、練馬区は同緑道を親水緑道として整備する構想を練っていたが、東京都の都市計画道路補助229号線の建設計画に、当該地区が取り込まれることになったことから実現困難となったと説明している。
また、富士見-江古田間では、水面が地盤から2mの深さにありそのまま活用するのは困難と説明。このため、広い歩道区間に、地下を流れる水を水源としたせせらぎを設け、親水緑道として再整備することを検討するとしている。

#### 豊島区
豊島区は1991年（平成3年）に60周年記念事業として千川上水の復活事業を行うことを決定。平成4年度に暗渠管の調査を実施したところ、管内20箇所の異状、土砂の堆積、逆勾配等も見つかった。このため、東京都建設局河川部に調査結果を報告、通水工事を要請したものの、相当の整備復旧費が必要となり都費の支出は困難との結論が出され、通水を断念した（このため、現在も暗渠内の水流は豊島区部分を通っていないものと推測される）。当面の区の財政状況なども勘案し、現段階での整備は困難としている。

### 千川上水からの分水
- 関村分水 - 関村分水跡
- 多摩郡六ヶ村分水 - 伊勢橋・旧六ケ村分水口 - 現在、7千立方メートルが善福寺川へと送水されている。
- 富士見台1-5、1-7付近（分水名称不明） - 千川上水（中流編の1 中流区間唯一の開渠部分から富士見台駅南口付近まで） - 都営住宅（富士見台1丁目13番）付近にあった池に達し、そこから旧貫井川に注いでいたものと推測される。
- 中村分水（新堀） - 中村分水（新堀）跡 - 現在の中村北3丁目交差点付近。
- 中新井村分水（上新街分） - 中新井村分水（上新街分）跡 - 中村北1丁目2番。中新井川（江古田川）水源地へ直結。
- 中新井村分水（下新街分） - 中新井村分水（下新街分）跡 - 豊玉上2-15、2-20付近。
- 下練馬村分水（羽沢分水） - 下練馬村分水（羽沢分水）跡 - 旧下練馬村を経由し、羽沢3丁目付近で石神井川に注いでいた。
- 中新井村分水（北新井分） - 中新井村分水（北新井分）跡 - 「濯川（すすぎがわ）」とも呼ばれ、武蔵大学江古田キャンパスを通り、中新井川（江古田川）に注いでいた。現在、武蔵大学構内で雨水を循環させる形で流路が復活している。
- 江古田分水 - 旭丘1-38、1-45付近。中野区江原町を流れ、東橋付近で江古田川に注ぐ。
- 落合分水 - 水番所跡 - 豊島区と新宿区の境を流れ、西落合1・2丁目を経て妙正寺川に注ぐ。
- 長崎分水 - 千川上水の長崎分水跡 - 谷端川へ注ぐ最も大きな分水。東京都道436号小石川西巣鴨線も「千川通り」と呼ぶのは、この長崎分水からの流れから、谷端川を別名「千川」とも呼んだことに由来する。
- 王子分水 - 千川上水公園から西巣鴨駅を経て、王子方面へ流されていた。幕末に大砲工場を建設（北区滝野川 2-6付近）する際に掘削された。その後、王子近辺の紡績工場、抄紙会社（後の王子製紙）、大蔵省紙幣寮抄紙局（今の印刷局滝野川工場）の工業用水として利用された。千川上水公園から明治通りを挟んで反対側に「千川上水分配堰碑」が立てられている[17]。

### 千川上水跡にある主な施設
- 千川上水緑道（練馬区上石神井1-27） - 練馬区立千川上水緑道
- 千川親水公園（豊島区要町3-17-5） - 千川親水公園 - かつての清流を思わせる水とサクラの公園
- 千川上水公園（豊島区西巣鴨2-39-5） - 千川上水公園 - 旧千川上水を偲ぶ豊島区最初の公園

### 生物
分水口から青梅街道までの千川上水にはコイ、オイカワ、カワムツ、タモロコ、モツゴなどの生物が棲息している。
暗渠化される1970年（昭和45年）以前の千川上水では、練馬区と杉並区の区境（西武新宿線上井草駅付近）でも、カワトンボやゲンジボタルが群れ飛ぶ水棲昆虫の宝庫でもあり、魚類についてもウグイやシマドジョウなどが多かった。

## 沿革

### 経緯
1696年（元禄9年）に江戸幕府将軍徳川綱吉により上水開削が命じられる。公の目的は、小石川御殿（綱吉の別荘）、湯島聖堂（幕府学問所）、上野寛永寺（徳川家菩提寺）、浅草浅草寺（幕府祈願所）等への給水だが、六義園（綱吉の寵臣・柳沢吉保の下屋敷）内の池へも大量に引水された。
分水口のある境橋が仙川村（現在の東京都調布市東端から三鷹市南部にかけての一帯）のすぐ近くで、この仙川村を通した上水だったことにその名は由来している。上水路の設計は海運の発展に多大な寄与があった豪商の河村瑞賢がこれを行い、多摩郡仙川村の太兵衛・徳兵衛が開削にあたった。『御府内上水在絶略記』には、太兵衛・徳兵衛の開削の功により、仙の字を吉字に改めて千川とし、両人にこれを名字として賜った旨の記述がある。
巣鴨に達した上水の水は、地中に埋められた木樋により、前述の5か所をはじめ、江戸の本郷、湯島、外神田、下谷、浅草などに飲料水として供給された。このうち寛永寺へは、伏せ越し（サイフォンの原理で、密閉された樋による水圧を保ったまま谷底を潜って対岸へ送る工学手法）と掛樋（小規模な水道橋）を活用し、谷田川の対岸台地上へポンプなしで上げることができたといわれる。
1707年（宝永4年）になると、流域農民からの嘆願により、農業用水としての利用が許されることになる。一方、江戸の飲料水としての利用は、「江戸に火事が多いのは上水が普及し地脈が乱れたから」との噂が流れたこと等から、1722年（享保7年）に市内への給水が止められた。その後、村々の農業用水のみに使用されていたが、下町の町人がこの上水の復活をたびたび請願したために、1781年（天明元年）に再開された。しかし、水量不足等で1786年（天明6年）に廃止となった。
明治以降は、水車による精米、精麦、製粉が行われるようになったほか、工業用水としても利用されるようになった。主な利用者として、鹿島紡績所、王子製紙、大蔵省紙幣寮抄紙局（現国立印刷局王子工場）がある。現在は上水の水は使用されていない。
飲料水としての利用も、1880年（明治13年）に、岩崎弥太郎が設立した「千川水道会社」により開始された。1881年（明治14年）に政府は、沿岸住民に上水を汚さないよう命じる「千川水道取締ニ関スル禁令」を出した。その後、東京市の改良水道の普及で1908年（明治41年）、千川水道会社は解散した。練馬区史によれば、1948年（昭和23年）10月11日付けで練馬区議会議長上野徳次郎から東京都知事安井誠一郎宛に提出された請願書により、千川上水の氾濫、幼児の水死事故、および都市計画樹立の障害を主たる事由として暗渠化が求められ、練馬区内では、1952年（昭和27年）より暗渠化工事が着手され昭和40年代前半には暗渠化が完了した。
1970年（昭和45年）には東京都水道局板橋浄水場が上水からの取水を止め、1971年（昭和46年）には大蔵省印刷局抄紙部への給水が止み、ここに千川上水は上水としての使命を終えた。
その後、1982年（昭和57年）に東京都の「マイタウン東京」構想により野火止用水、玉川上水、千川上水の清流復活事業が計画され、1989年（平成元年）には千川上水の開渠部約5キロメートルにわたって下水処理水等活用による清流が復活した。

### 年表
- 1696年（元禄9年） - 多摩郡仙川村百姓の太兵衛・徳兵衛により完工。以来、家系は千川姓を名乗り、明治期まで千川家が上水の管理維持に当たる。
- 1707年（宝永4年） - 農業用水としての利用許可。
- 1714年（正徳4年） - 江戸給水中止。上水は、豊嶋郡巣鴨村までとなる。
- 1722年（享保7年）8月17日 - 室鳩巣の建議により、上水の廃止が決まる。ただし、農業用水としての利用は、水量を半減した上で引き続き認められる。
- 1732年（享保17年） - 農業用水不足のため、水口を拡大。
- 1771年（明和8年） - 玉川上水渇水のため、千川上水の農業用水も取水止めとなるも、村々は、農業用水に困難し半開。
- 1779年または1781年 - 江戸給水を再開。
- 1786年（天明6年） - 上水としての給水を廃止、以降は灌漑用水として周辺へ分水[注釈 1]。
- 1865年（慶応元年）9月中旬 - 滝野川反射炉建設につき滝野川村裏（元大蔵省醸造試験場。現在の北区滝野川2-6）へ、約2か月半を要して、千川を掘割る（工業用水が必要となる）。
- 1866年（慶応2年） - 千川家が、幕府から改めて千川水路取締役を受ける。
- 1870年（明治3年） - 滝野川反射炉跡地に紡績工場が建てられ、千川用水を撚糸器の水車に利用する。
- 1872年（明治5年） - 鹿島紡績所（鹿島万平による、民間で最初の紡績工場）が上水の水を使用し工場の操業開始。
- 1875年（明治8年） - 抄紙会社が上水の水を使用し業務開始。王子村に紙幣寮抄紙局（後に、大蔵省印刷局抄紙部）工場が建設される（用水が必要となる）。
- 1880年（明治13年） - 岩崎弥太郎が千川水道会社を創設し、給水開始。
- 1881年（明治14年） - 東京府が「千川水道取締ニ関スル禁令」発令。下石神井に同潤社製糸工場が建設され、千川上水の水が引かれる。
- 1890年（明治23年） - 千川家徳兵衛の子孫である善造が、東京府土木課より千川水路見廻役を拝命する。
- 1894年（明治27年） - 会計法施行により東京府管理から、豊多摩郡・豊島郡長に移管され、以後1年交代で管理にあたる。
- 1905年（明治38年） - 板橋火薬製造所（旧加賀藩下屋敷内）の用水として取水口を新設する。
- 1908年（明治41年）6月 - 千川利水組合結成。東京市が給水することになり千川水道株式会社が解散。
- 1914年（大正3年） - 大正天皇即位を記念して、両岸に多くの桜（約1,600本）や楓が植えられる。
- 1928年（昭和3年） - 滝野川から板橋までが暗渠化される。
- 1935年（昭和10年） - 千川上水下流の工場の水不足を補うため、石神井川の水をとしまえん東側の中之橋下流からポンプで揚水し、現在の練馬区豊玉北六丁目13-15地先で合流開始。
- 1937年（昭和12年） - 玉川上水からの取水口の下流約300間のトンネルをヒューム管に改める。
- 1951年（昭和26年） - 十條製紙が水利権を放棄する。
- 1966年（昭和41年） - 取水口を下流の関前に付け替える。
- 1968年（昭和43年） - 地下鉄6号線（現在の都営三田線）工事に伴い、六義園への水路を切断。
- 1969年（昭和44年） - 上水からの取水を停止し板橋浄水場を廃止。
- 1970年（昭和45年） - 千川上水の暗渠化がほぼ終了する。
- 1971年（昭和46年） - 大蔵省印刷局抄紙部への給水停止。
- 1989年（平成元年） - 東京都の「清流復活事業」により千川上水の一部に清流復活。